# Altstadt (Kiel)

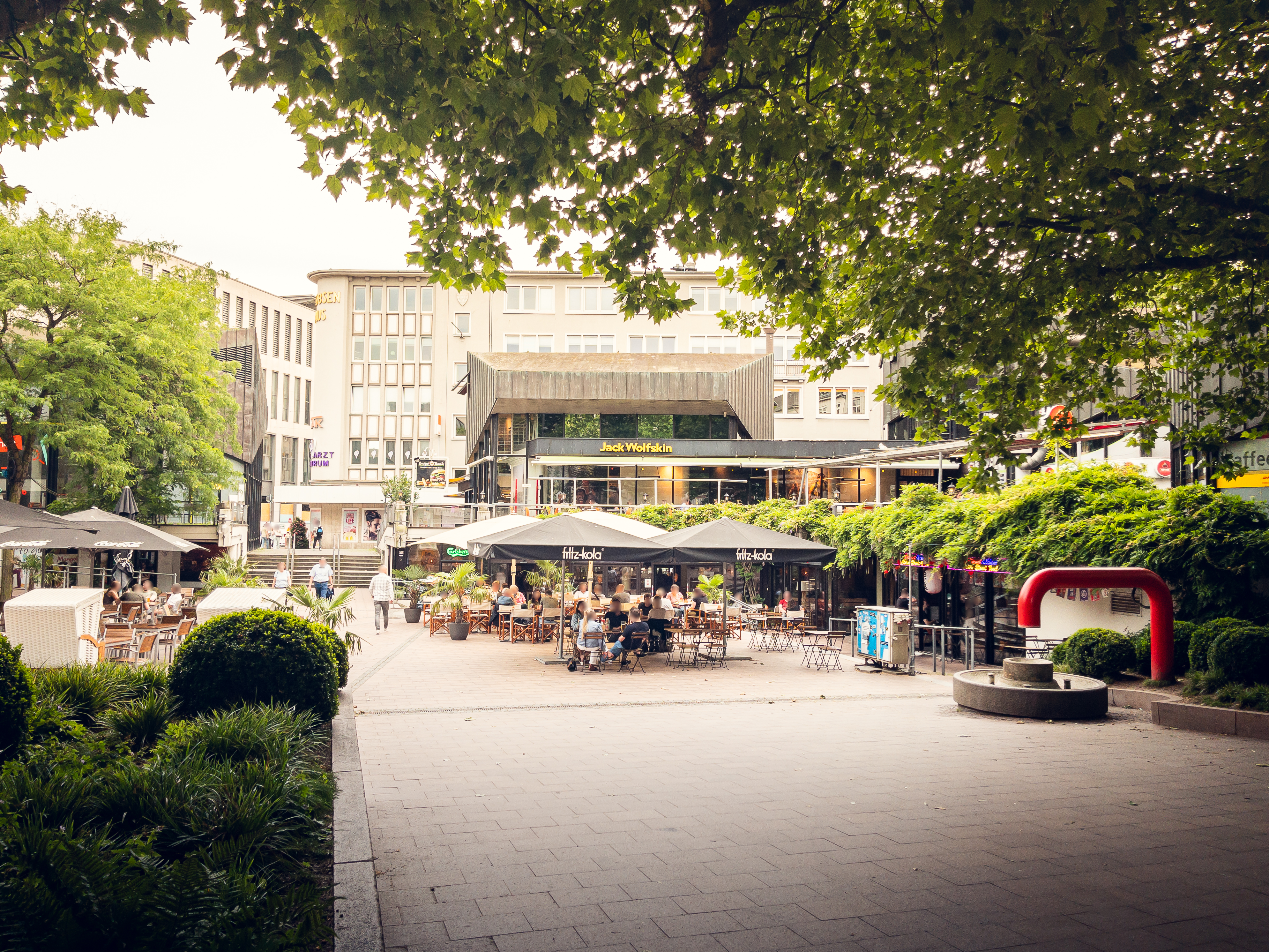
Der Alte Markt

Altstadt ist ein Stadtteil von Kiel. Mit 34,7 Hektar (Stand 31. Dezember 2010) ist die Altstadt bezüglich der Fläche der kleinste Stadtteil Kiels. Verglichen mit der Vorkriegszeit hat die Kieler Altstadt nur noch wenige Einwohner, Am 31. März 2024 waren es 1236. Entgegen landläufiger Meinung ist die historische Bausubstanz nicht nur im Krieg zerstört worden, sondern wurde um 1900 teils von der Stadt abgerissen, als Kiel schlagartig gewachsen war. An der Alten Feuerwache ist ein neues Baugebiet entstanden mit Eigentumswohnungen, Stadthäusern und Studentenappartements sowie einer gemeinsamen Tiefgarage.

## Geschichte
Kiel wurde zwischen 1233 und 1242 von Graf Adolf IV. von Holstein auf einer zirka 18 Hektar großen ehemaligen Halbinsel (heutiger Stadtteil Altstadt) gegründet. Nur im Nordosten gab es eine Verbindung zum Festland. Ansonsten sorgten die Förde und der Meeresarm „Kleiner Kiel“ für ein gut zu verteidigendes Gebiet. Bereits bei der Stadtgründung wurde der Alte Markt und die folgenden Straßen angelegt: Dänische Straße, Flämische Straße, Haßstraße, Holstenstraße (hieß bis zum 15. Jahrhundert Brückenstraße), Kehdenstraße, Küterstraße, Pfaffenstraße, Schloßstraße (ehemals Burgstraße) und Schuhmacherstraße. Außerdem wurde im Südosten des Marktplatzes die Nikolaikirche und zum Schutz der einzigen Landverbindung im Nordosten der Halbinsel eine Burg errichtet. Im 15. Jahrhundert wurde diese Burg zum Schloss erweitert. An der schmalsten Stelle des Kleinen Kiels stellte die etwa 50 m lange Holstenbrücke eine Verbindung zur Fernlandstraße „Via Regia“ her. Die Holstenbrücke wurde mittlerweile zugunsten des Holsten-Fleets aufgerissen.

## Bekannte Orte

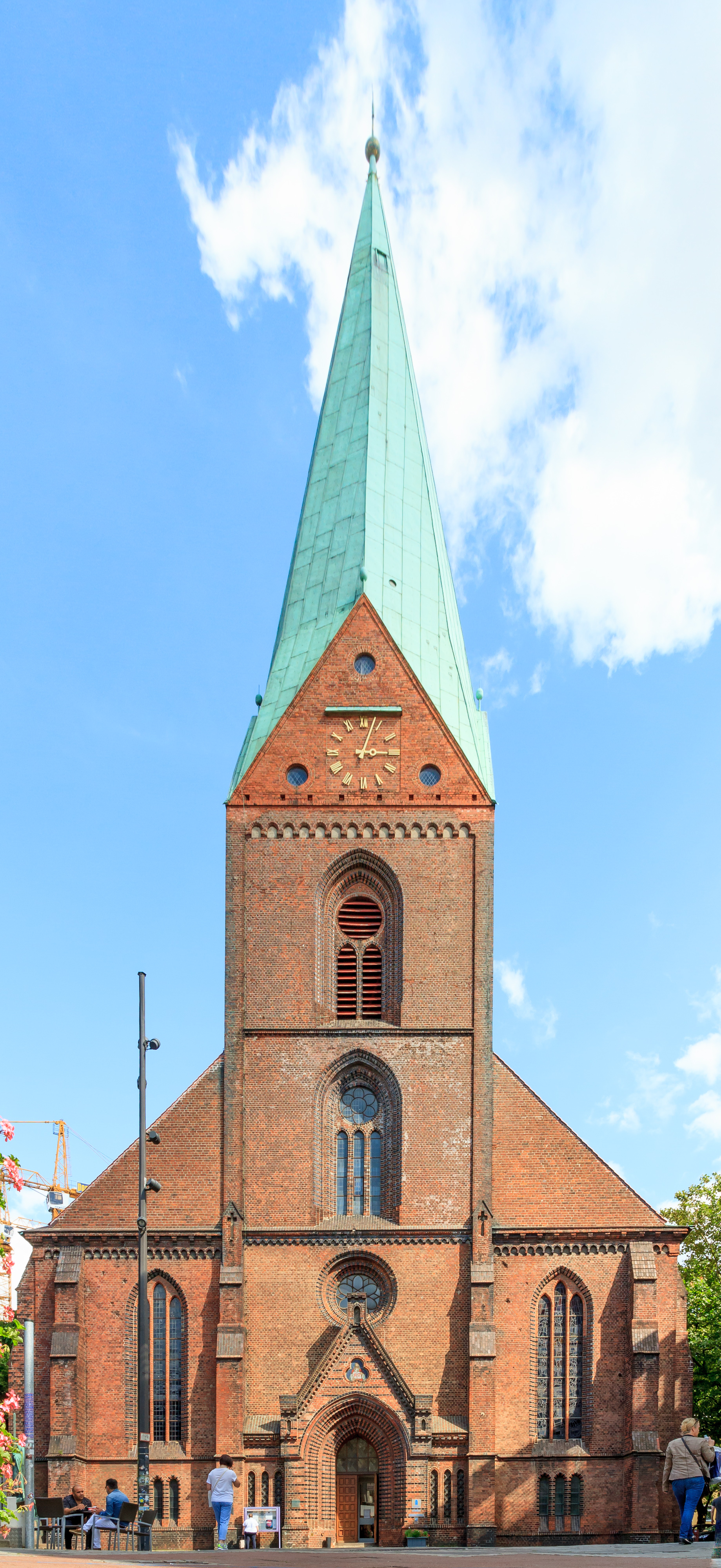
St. Nikolaikirche

- Nikolaikirche  (evangelisch-lutherisch)
- Kieler Schloss
- Bootshafen
- Holstenstraße
- Das Schifffahrtsmuseum Kiel am Sartorikai